# Palmir Espineta
Palmir Espineta, S.A. és una empresa andorrana fundada l'any 1963 per Palmir Espineta Ballester sota el nom d'Electricitat Palmir dedicada a la instal·lació i distribució de material d'hostaleria, climatització, electrodomèstics i fred industrial amb seu a Andorra la Vella. Des del 2014 forma part del Grup Palmir Agefred, juntament amb les empreses Agefred Servei, SAME i Ascensors Servei.

## Història
L'any 1963, Palmir Espineta Ballester fundà l'empresa Electricitat Palmir, empresa especialitzada, en aquells temps, en instal·lacions elèctriques. Al llarg dels anys, l'empresa desenvolupà altres sectors, com el del fred industrial o la climatització, fet que garantí el seu creixement lligat al creixement de l'Economia d'Andorra, destacant la col·laboració de l'empresa amb les grans superfícies comercials del principat, com ara el Grup Pyrénees, Escale, o Monsa, acaparant al principi el mercat andorrà en l'àmbit del fred industrial.
Amb el temps, l'empresa canvià de nom i es constituí en tant que societat anònima. Durant un període obrí fins a tres establiments comercials al Principat d'Andorra, però la reestructuració realitzada als anys 2000 consolidà la seu a l'Avinguda de Santa Coloma. La defunció del fundador, el 2004, feu que el seu fill Joan Espineta Sala i les seves filles Meritxell Espineta Sala i Palmira Espineta Sala assolissin el capdavant de l'empresa, treballant els dos primers actualment a la mateixa.

### Grup Palmir Agefred
Des de l'any 2014, Palmir Espineta, S.A. forma part del Grup Palmir Agefred, juntament amb les societats Agefred Servei, SAME i Ascensors Servei. El grup continua oferint serveis en el seu àmbit als sectors públic i privat del Principat d'Andorra, destacant col·laboracions en projectes i obres del Govern d'Andorra, el Comú d'Andorra la Vella, la Caixa Andorrana de Seguretat Social, Forces Elèctriques d'Andorra, Radio Televisió d'Andorra, Crèdit Andorrà, la Confederació Empresarial Andorrana (CEA), Morabanc, Grup Gaces, Grup Pyrénees i Centre Comercial Andorrà, entre d'altres.